# Shenzhousaurus orientalis
Shenzhousaurus orientalis es la única especie conocida del género extinto Shenzhousaurus  de dinosaurio terópodo ornitomimosauriano, que vivió a comienzos  del período Cretácico, hace aproximadamente 128 millones de años, en el Barremiense, en lo que hoy es Asia.

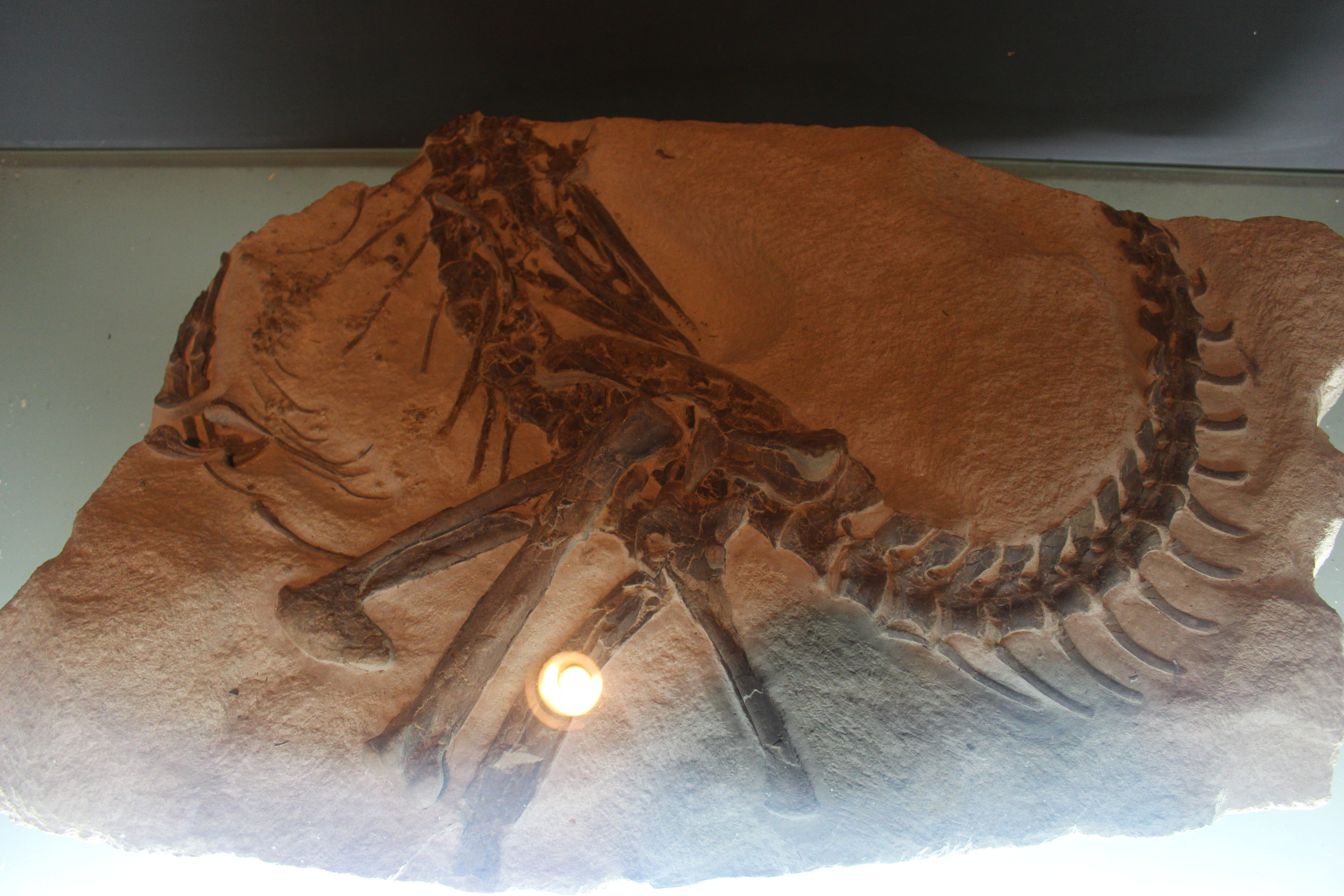
Holotipo, Museo Geológico de China.

La cabeza está aplastada, exponiendo el lado izquierdo oblicuo. El género tiene solo una especie , la especie tipo, S. orientalis, y parece ser más derivado que Pelecanimimus polyodon, pero menos que Harpymimus oklandikovi. Puede ser distinguido de este último por su " final isquial recto del eje y del acuminateposterior del ilion, y de todos los ornitomimosaurianos a excepción de Harpymimus por la longitud relativa metacarpiano I, solamente mitad del metacarpiano II y por su reducida dentición que se restringe a la porción sinfisial del dentario.  El cráneo del holotipo media 185 milímetros. Los  guijarros encontrados en la región torácica se han interpretado como gastrolitos.
El holotipo, NGMC 97-4-002, fue recolectado cerca de la parte superior de las camas fluviales de la Formación Yixian en el sitio Sihetun, Beipiao, al oriente de la provincia de Liaoning, China. El espécimen consiste en un ejemplar parcial encontrado en una loza de arenisca en una "pose de muerte", con la cabeza sobre el torso. Las partes distales de los miembros posteriores, porción distal de la cola, y de los miembros anteriores, excepto parte de la mano derecha, y la cintura pectoral han desaparecido.